# Борис Давыдович (князь полоцкий)
Бори́с Давы́дович (ум. после 1184/1186) — князь полоцкий (после 1180—1184/1186).

## Происхождение
Происхождение Бориса достоверно не установлено, также нет единого мнения о времени его правления в Полоцке. C 1184—1186 г. и до 1216 г. в Полоцке княжил Владимир, который кроме прочего в 1192 г. совершил успешный поход в Литву, а в 1198 г. использовал вспомогательные литовские отряды в походе на Великие Луки, в 1203 в походе на Ригу.
Например, Войтович отождествляет Бориса с друцким кн. Борисом, который известен по событиям 1196 года, и считает, что он стал полоцким князем в 1215—1222 г.. Однако, такой ход событий не согласуется с историческим контекстом, когда к 1215 г. немцы уже завладели нижним течением Западной Двины — захватили Кукейнос и подчинили Герцике, то есть сыновья Борисовы уже не могли просить себе уделов в Двинской области. Тем более, в таком случае, сыновья Борисовы не могут быть тождественны Вячке Кукейноскому и Всеволоду Герцикскому, которые уже в 1200-х г. сидели в Двинской области и апеллировали к полоцкому кн. Владимиру как к верховному правителю. Таким образом, если доверять сообщению Татищева, очевидно, Борис княжил в Полоцке перед Владимиром, то есть после 1180 г. и до 1184—1186 г. Вероятно, такого мнения придерживался и сам Татищев, так как отождествлял Бориса с сыном смоленского кн. Давыда Ростиславича Мстиславом-Борисом Давыдовичем из смоленской линии Рюриковичей. У Давыда смоленского было два сына с таким именем: один умер в 1187 году, второй в 1230. В первом случае описание этих событий в летописной статье 1217 г., могло быть ретроспективой летописца, связанной со смертью кн. Владимира.

## Биография
О правлении Бориса известно только из сообщения В. Н. Татищева, который в своей «Истории Российской» привёл «Повесть о Святохне», пересказанную на основе сделанной им выписки из Полоцкой летописи. Там под 1217 годом сообщается, что некогда в Полоцке правил князь Борис Давыдович, который женился во второй раз на Святохне, «женщине красивой и лукавой», дочери поморского князя Казимира.
По мнению Войтовича, отцом Святохны может быть князь Щецина Казимир II, однако, из хронологических рассуждений, это был некий другой князь, как считают некоторые польские историки — Казимир I (Kazimierz I dymiński), но и в этом вопросе нет согласия.
Святохна приняла православие, но оставила при себе ксендза. В браке с Борисом имела сына Владимира-Войцеха, а пасынков Васильку и Вячку не любила, через своих сторонников внушала им мысль проситься у отца на княжения в Двинскую область. Борис с неохотой дал сыновьям княжения в Двинской области. Святохна, пользуясь отсутствием пасынков в Полоцке, начала притеснять их сторонников и выдвигать своих, в том числе поморян. Полочане были недовольны таким положением и требовали изгнания поморян и возвращения старших Борисовичей в Полоцк. В этой ситуации, Святохна, от имени своих главных противников — тысяцкого Симеона, посадника Воина и ключника Добрыни, сфабриковала письмо в котором предлагалось лишить Бориса престола, а саму Святохну и Владимира-Войцеха казнить. Сфабрикованное письмо было передано Борису, оболганные бояре клялись в своей невиновности, но сторонники Святохны убили их. Многие поверили во всё это, но Василько Борисович нашёл способ разоблачить клевету мачехи. В день св. Спаса полочане по сигналу вечевого колокола схватили Святохну и взяли её под стражу, а всех поморян убили или изгнали. Не сделав ничего плохого кн. Борису, полочане послали в Двинскую область за его сыном Василько, который сумел раскрыть отцу клевету и подлог мачехи. На этом, по Татищеву, повествование заканчивается и дальнейшие события неизвестны.
Возможно, что во время своего правления Борис не смог сдержать наступление литвы, о котором есть сведения у польского хрониста М. Стрыйковского, чьи источники изучены недостаточно хорошо, что вместе с потерей влияния в землях латышей привело к бунту полочан, который описывается в «Повести о Святохне». Этим воспользовались смоленские князья. 17 января 1222 года смоленский князь Мстислав Давыдович завладел Полоцком и посадил там своего племянника Святослава Мстиславича.

## Дети
1-я жена: N. Дети:
- Вячко[1][2] (1175/1180-1224)
- (?)Висвалдис (Всеволод)[2] (ум. после 1225)
- (?) Роман (ум. после 1219)[2]
- Василько[1][2]

2-я жена: Святохна, возможно дочь князя Казимира II Померанского. Дети:
- Владимир (Войцех)[1] (ум. после 1217)